# Marketing critique
Le marketing critique est un courant de pensée du marketing qui considère l'ensemble des méthodes et concepts traditionnels du marketing sous un l'angle de la critique, aussi bien en termes de pertinence, qu'en termes de résultats.
Certains auteurs prennent un virage critique dans leur appréciation des concepts et techniques traditionnelles du marketing (en particulier du marketing management). Par exemple, Gilles Marion critique l'idée selon laquelle le marketing serait nécessaire à la création de valeur ajoutée (dans Baker, 1993). Son argument repose, in fine, sur l'histoire de pays comme le Royaume-Uni durant le XIXe siècle, ou l'Allemagne et le Japon dans la deuxième moitié du XXe siècle. Dans ces trois cas, le fait que les élites n'aient été que rarement formées aux techniques du marketing n'a pas empêché l'économie de ces pays de connaître une croissance spectaculaire. La critique de Marion s'étend également aux nouveaux concepts, tels que le marketing relationnel : Marion fait valoir que l'opposition entre la transaction et la relation, à la base du marketing relationnel, est essentiellement formelle, la transaction étant nécessairement enchâssée, en tant que micro-événement, au sein d'une relation.